# 黄土坎乡 (葫芦岛市)
黄土坎乡，是中华人民共和国辽宁省葫芦岛市南票区下辖的一个乡镇级行政单位。

## 行政区划
黄土坎乡下辖以下地区：
黄土坎村、申家屯村、万家屯村、笔架山村、和尚沟村、乌金塘村、上松树沟村和下松树沟村。